# Eriosema tephrosioides
Eriosema tephrosioides är en ärtväxtart som beskrevs av Hermann August Theodor Harms. Eriosema tephrosioides ingår i släktet Eriosema och familjen ärtväxter. Inga underarter finns listade i Catalogue of Life.